# Gerald Schroeder
Gerald Lawrence Schroeder (New York, 20 febbraio 1938) è un fisico e teologo statunitense aderente all'ebraismo ortodosso, autore di diversi libri che intendono dimostrare la compatibilità fra la narrazione biblica delle origini dell'universo e dell'uomo e la ricostruzione a cui è attualmente pervenuta la scienza.

## Biografia
Schroeder ha studiato presso il Massachusetts Institute of Technology (MIT). Nel 1959 ha conseguito la laurea di primo livello (BSc) in ingegneria chimica e nel 1961 quella di secondo livello (MSc) in scienze terrestri e planetarie, ottenendo infine il dottorato in fisica terrestre nel 1965. Nei successivi cinque anni ha lavorato al dipartimento di fisica del MIT, collaborando anche con la United States Atomic Energy Commission in studi finalizzati al controllo del disarmo nucleare e in particolare alla rilevazione di esplosioni nucleari sotterranee e alle misure di radioattività nell'atmosfera..
Nel 1971 Schroeder emigrò in Israele e divenne ricercatore presso il Weizmann Institute of Science, il Volcani Research Institute e la Hebrew University of Jerusalem..
Dal 1991, in aggiunta al suo lavoro sul controllo delle radiazioni, Schroeder insegna allo Aish HaTorah College of Jewish Studies in Gerusalemme, scrive e dà conferenze sulla convergenza fra la scienza moderna e antichi commentari biblici.
Schroeder è autore di oltre 60 pubblicazioni in autorevoli riviste scientifiche internazionali su argomenti che spaziano dall'atmosfera di radon attorno alla luna (in "Science") al metabolismo del latte della madre (in "Nutrition Reports International"). Schroeder, inoltre, ha sviluppato e brevettato il primo rivelatore in real time di sorgenti alfa beta e gamma trasportate da aereo ed è stato consulente di agenzie dei governi di Cina, Filippine, Malesia, Singapore, Canada e USA.

## Dalla Genesi al Big Bang
In Israele il Dr. Schroeder ha studiato teologia ebraica con la supervisione dei rabbini Herman Pollack, Chaim Brovender e Noah Weinberg, approfondendo in particolare le interpretazioni medievali della Bibbia, del Talmud e della Cabala. Secondo la tradizione ebraica l'universo era stato creato inizialmente più piccolo di un granello di senape e poi lasciato espandere sino alla dimensione finale, quando Dio disse «basta!» ("Shaddai!" in ebraico). Questa tradizione era totalmente antitetica all'opinione secondo cui l'universo è eterno; opinione prevalente sia fra i filosofi antichi (Aristotele, Platone, ecc.) sia fra gli scienziati moderni (sino alla scoperta della radiazione cosmica di fondo nel 1965) e sembra somigliare alla moderna teoria del Big Bang.
Schroeder, quindi, si dedicò a cercare di dimostrare la compatibilità fra le scoperte della scienza moderna e le interpretazioni bibliche di commentatori medievali ebrei favorevoli ad una interpretazione quanto più letterale possibile del testo. La sua tesi che ha sollevato maggiore interesse e controversie più accese riguarda l'età dell'universo. Secondo Schroeder la teoria della relatività consentirebbe di affermare che l'età dell'universo dal big bang alla comparsa dell'uomo può essere indifferentemente valutata in circa 14 miliardi di anni, come ritiene la cosmologia moderna o in sei giorni (=144 ore), come sembra affermare la Genesi. Si tratterebbe solo di durate misurate in due sistemi di riferimento diversi, uno collocato oggi e l'altro al momento dell'emissione della radiazione cosmica di fondo. Nel corso degli anni Schroeder ha cercato di dimostrare questa tesi in diverse maniere, che, però, talvolta hanno suscitato forti critiche. Secondo la pubblicazione più recente la progressiva estensione dello spazio, che caratterizza il modello del Big Bang, determina un apparente allontanamento temporale degli eventi passati in quanto la luce proveniente da un evento successivo deve percorrere una maggiore distanza prima di poterci raggiungere rispetto al segnale proveniente da un qualunque evento antecedente.
Le idee di Schroeder hanno avuto ampia diffusione e, ad esempio, hanno contribuito alla conversione al deismo di Antony Flew, un filosofo inglese, campione da decenni dell'ateismo militante.

## Critiche al darwinismo
Schroeder si è mostrato scettico verso il presupposto della teoria neo-darwiniana secondo il quale "i cambiamenti nelle morfologie sono indotti da mutazioni casuali del genoma.". Secondo Schroeder "la casualità non può essere stata la forza trainante dietro il successo della vita. La nostra comprensione della statistica e della biologia molecolare sostiene chiaramente l'idea che ci devono essere stati una direzione e un direttore dietro il successo della vita.". Schroeder è stato uno dei firmatari del documento A Scientific Dissent from Darwinism

## Opere
- Genesis and the Big Bang (1990), ISBN 0-553-35413-2. Traduzione italiana: Genesi e Big Bang. Uno straordinario parallelo fra cosmologia moderna e Bibbia, Milano, Interno Giallo, 1991, ISBN 88-356-0102-9
- The Science of God: The Convergence of Scientific and Biblical Wisdom, (1997), ISBN 0-7679-0303-X. Traduzione: L'universo sapiente. Dall'atomo a Dio, Il saggiatore, Milano 2002.
- The Hidden Face of God: Science Reveals the Ultimate Truth, (2002), ISBN 0-7432-0325-9.
- God According to God: A Physicist Proves We've Been Wrong About God All Along, (2009), ISBN 978-0061710155.

### Brevi articoli di Gerald Schroeder
- God and the laws of natures, su jpost.com.
- The Origins of Life, su aish.com.
- An Atheist Turns, su aish.com.
- Evolution: Rationality vs. Randomness, su aish.com.
- Age of the Universe, su aish.com. URL consultato il 29 settembre 2011 (archiviato dall'url originale il 16 aprile 2021).

| Controllo di autorità | VIAF (EN) 67146049 · ISNI (EN) 0000 0001 1768 2894 · LCCN (EN) n90615074 · BNE (ES) XX1115883 (data) · J9U (EN, HE) 987007267757205171 · NSK (HR) 000254841 · CONOR.SI (SL) 68113251 |